# Russian Touring Car Championship

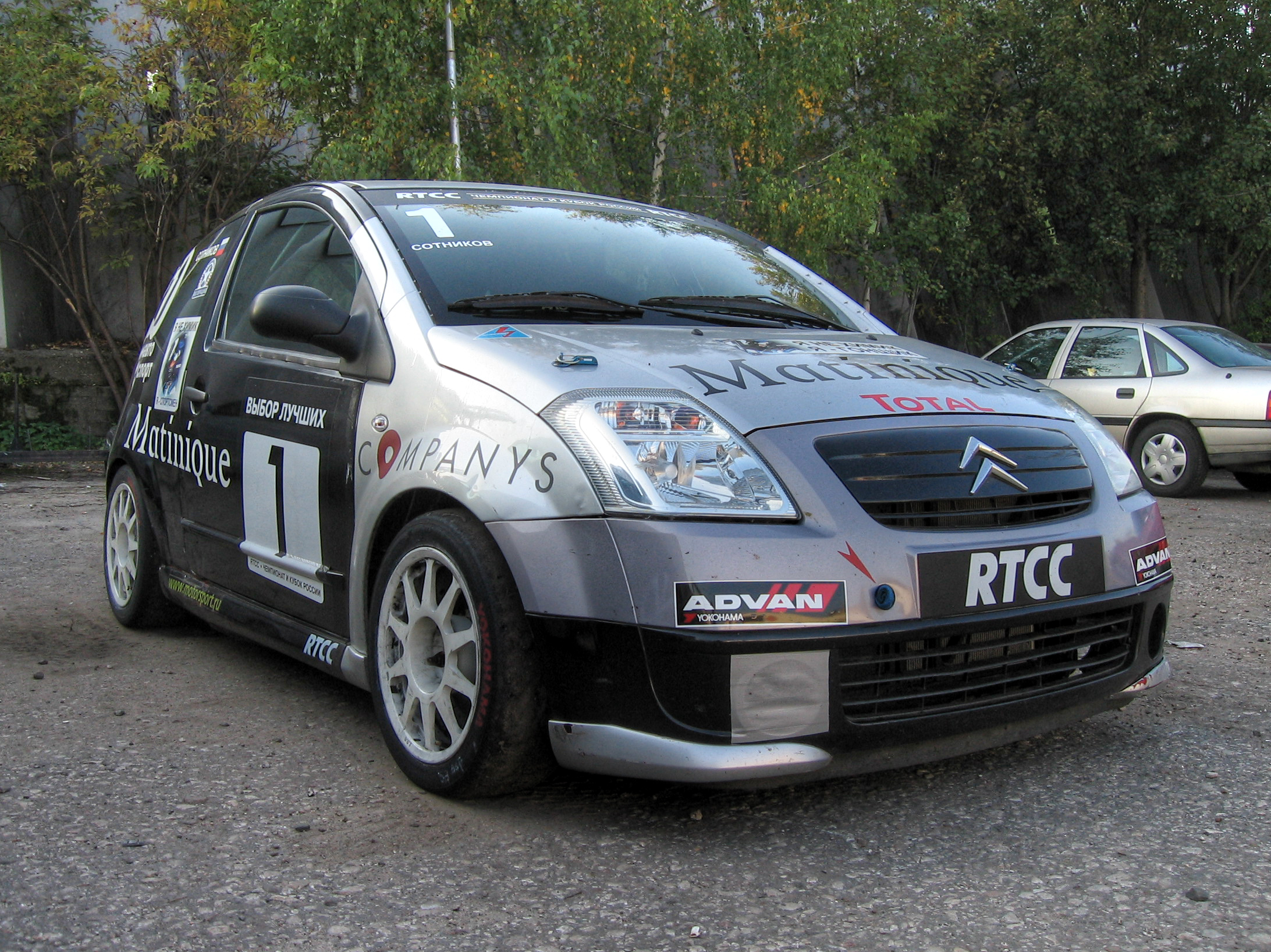
En Citroën C2 från Russian Touring Car Championship 2006.

Russian Touring Car Championship, förkortas RTCC, är det ryska standardvagnsmästerskapet. RTCC grundades 2004 och innehåller följande klasser; Touring, Super Production, Touring Light och National class.

## Säsonger
Mästare gäller Touring-klassen.
| Säsong | Mästare              | Team            | Bilmodell           |
| ------ | -------------------- | --------------- | ------------------- |
| 2004   | Grigorij Komarov     | MTS-AC Racing   | BMW 320i            |
| 2005   | Vladimir Netjajev    | MTS AC Racing   | BMW 320i            |
| 2006   | Vladimir Labazov     | MTS AC-Racing   | BMW 320i            |
| 2007   | Aleksandr Lvov       | Golden Motors   | Honda Accord Euro R |
| 2008   | Aleksej Basov        | Red Wings       | okänt               |
| 2009   | Vladimir Streltjenko | okänt           | SEAT León           |
| 2010   | Michail Uchov        | THK Racing Team | BMW 320i            |